# Hanna Achenbach
Hanna Achenbach, geborene Maria Johanna Junemann (* 2. Dezember 1892 in Dortmund; † 1. November 1982 in Siegen) war eine deutsche Malerin.

## Leben
Hanna Achenbach war die Tochter des Zivilingenieurs und Fabrikdirektors Johann Konrad Junemann und dessen Frau Maria Junemann. Von 1914 bis 1919 studierte sie an der Kunstgewerbeschule Düsseldorf. Nach dem Studium ging sie mit Hans Achenbach nach Siegen. Am 25. November 1920 heiratete sie in Düsseldorf-Eller den Künstler, mit dem sie zwei Töchter bekam.
In der Zeit des Nationalsozialismus war sie obligatorisch Mitglied der Reichskammer der bildenden Künste. Sie beteiligte sich an der in Essen entstandenen Arbeits- und Ausstellungsgemeinschaft „Westfront“, deren Mitglieder sich als Kultursoldaten des NS-Staates betrachteten, und nahm 1936 in Essen an der Ausstellung „Westfront 1936. Freie Kunst im neuen Staate“ teil. Weitere Ausstellungen sind in dieser Zeit nicht belegt.
Zu ihren Arbeiten zählen Ölgemälde, Aquarelle und Linolschnitte, die sie in mehreren Einzel- und Gruppenausstellungen zeigte. Ihre Motive waren vorwiegend Kinder, Frauen, Blumen, Madonnen, Landschaften, Genremalerei und Stillleben. Sie war Mitglied in der Arbeitsgemeinschaft Siegerländer Künstlerinnen und Künstler (ASK).